# Abaskun
Abaskun era un'antica città portuale esistita nel Medioevo sulla costa sud occidentale del Mar Caspio nell'area dell'Ircania.
Nella sua Geografia, Tolomeo menziona un fiume Sokanda in Ircania, che potrebbe aver dato il nome alla città. L'esatta localizzazione di Abaskun rimane però poco chiara; molto probabilmente, era situata vicino all'imbocco del fiume Gorgan. Secondo i geografi arabi, Abaskun era a uno-tre giorni di viaggio da Jurjan. Le sue coordinate potrebbero essere nei pressi dell'odierno villaggio di Khaje-nafas o della città di Gomishan: 37°01′N 54°00′E
Abaskun fu un prospero nodo commerciale dal quale i mercanti viaggiavano verso Daylam, Derbent e Atil nella terra dei Cazari sulla rotta commerciale del Volga. I prodotti della città includevano zigrino, tessuti di lana, pesce e piume di uccelli marini, che si usavano per decorare gli indumenti. Nel X secolo, Abaskun possedeva una cittadella costruita con mattoni cotti e una moschea simile a una congregazione nel quartiere del mercato. La ricchezza e la posizione vulnerabile della città ne fecero un bersaglio delle spedizioni dei Rus' nel mar Caspio. I Rus' organizzarono la loro prima incursione su scala ridotta contro Abaskun in un certo momento tra l'864 e l'884, saccheggiando la città nel 909 o 910 e di nuovo nel 913 su grandissima scala.
Nel 1220, Muhammad II del Khwarezm, il sovrano fuggitivo dell'Impero corasmio, si nascose dai Mongoli su un'isola vicino ad Abaskun. Dopo di ciò, la città non è più menzionata nei documenti. Nel XIV secolo, il geografo persiano Mostawfi scrisse che Abaskun era un'isola che fu sommersa a causa del rialzo del Mar Caspio dovuto a un cambiamento temporaneo nel corso dell'Oxus, che per un breve periodo si gettò nel Mar Caspio invece che nel Mare d'Aral.